# Pakt z Cavour
Pakt z Cavour (fr. Traité de Cavour) – traktat pokojowy zawarty 5 czerwca 1561, gwarantujący po raz pierwszy waldensom wolność wyznania. 
Był to pierwszy z kilku aktów prawnych, które umożliwiły przetrwanie tej grupy religijnej.
Książę Sabaudii Emanuel Filibert od 1560 nasilił represje przeciwko waldensom, mieszkającym w Sabaudii i Piemoncie, w szczególności zakazał mieszkającym na nizinach waldensom podróży w górę dolin, gdzie znajdowały się ich centra kultu, w celu uczestniczenia w nabożeństwach. Na szlakach pielgrzymkowych pojawiły się oddziały aresztujące waldensów i konfiskujące ich mienie. Ostatecznie opór waldensów doprowadził do podpisania ugody, na mocy której mieszkańcy miejscowości przylegających do dolin (Bubiano, Fenil, Briqueras) uzyskali prawo swobodnego podróżowania w celach religijnych. Zwrócono im skonfiskowane mienie, a ci, którzy uciekli przed prześladowaniami, mogli powrócić do swych domów. Mieszkający na nizinach waldensi nie uzyskali wprawdzie prawa do publicznego kultu religijnego, ale mogli odprawiać swe nabożeństwa prywatnie w domach, jak również organizować pogrzeby z udziałem swoich pastorów.
Ugoda została podpisana w imieniu księcia Sabaudii przez jego kuzyna Filipa Sabaudzkiego, hrabiego Racconigi; oraz w imieniu waldensów przez Francisa Vaisa, pastora Le Villar i Clauda Berge, pastora La Tour, oraz przez dwóch świeckich, George'a Monastiera z Angrogna i Michela Raymoneta z Le Taillaret.
Dokładne postanowienia traktatu obejmowały:
1. amnestię za dotychczasowe postępki;
2. wolność sumienia dla waldensów;
3. zezwolenie wygnanym i uciekinierom na powrót do domów;
4. zwrot skonfiskowanego mienia;
5. zezwolenie dla mieszkańców Bubiano, Fenil i innych miast Piemontu na uczestniczenie w publicznych nabożeństwach w dolinach;
6. prawo do rekonwersji dla tych, którzy przeszli na katolicyzm;
7. potwierdzenia dawnych przywilejów waldensów;
8. uwolnienie więźniów[4].

Część praw ujętych w ugodzie z Cavour została ograniczona przez traktat z Pignerol w 1655 roku.